# پناهگاه صخره‌ای پلکونه ۴
پناهگاه صخره‌ای پلکونه ۴ مربوط به دوران پارینه‌سنگی است و در شهرستان کوهدشت، بخش مرکزی، دهستان گل گل، روستای گندابه شیراوند واقع شده و این اثر در تاریخ ۷ اسفند ۱۳۸۶ با شمارهٔ ثبت ۲۱۳۳۸ به‌عنوان یکی از آثار ملی ایران به ثبت رسیده است.